# Gaves Réunis
Der Fluss Gaves Réunis (übersetzt: vereinigte Gaves) verläuft in Frankreich, im Département Landes, in der Region Nouvelle-Aquitaine. 

## Flusslauf
Der Gaves Réunis entsteht durch die Vereinigung der beiden Flüsse Gave de Pau und Gave d’Oloron im Westen von Sorde-l’Abbaye, knapp oberhalb der Stadt Peyrehorade. Unter diesem neuen Namen fließt er rund 10 Kilometer gegen Westen und mündet schließlich beim Château du Bec du Gave, zwischen den Gemeinden Port-de-Lanne und Sames, als linker Nebenfluss in den Adour.

## Orte am Fluss
- Peyrehorade
- Hastingues